# Furdjel Narsingh
Furdjel Robby Narsingh (Amsterdam, 13 maart 1988) is een Nederlands voetballer die bij voorkeur als aanvaller speelt. Zijn jongere broer Luciano is eveneens betaald voetballer.

## Clubcarrière
Hij verruilde in 2014 PEC Zwolle voor SC Cambuur, dat in maart 2015 een optie in zijn contract lichtte en hem zo tot medio 2016 vastlegde.
Voor zijn komst naar Cambuur speelde Narsingh ook voor Telstar, AZ en FC Volendam. Bij AZ speelde Narsingh geen wedstrijd in het eerste elftal. Bij FC Volendam kwam hij wel toe aan speeltijd; bij Telstar speelde hij 42 wedstrijden, waarin hij viermaal scoorde.
In het seizoen 2016/17 had Narsingh geen club en trainde hij bij amateurclub Blauw Wit '34. In juli 2017 ging hij meetrainen met Jong Cambuur en begin oktober tekende hij een contract tot het einde van het seizoen 2017/18 bij de club.
In het seizoen 2018/19 speelde Narsingh voor De Graafschap waarmee hij uit de Eredivisie degradeerde. Hierna vervolgde hij zijn loopbaan bij FC Ararat-Armenia uit Armenië.

## Clubstatistieken
| Seizoen                           | Club              | Competitie        | Competitie | Competitie | Beker | Beker | Internationaal | Internationaal | Overig | Overig | Totaal | Totaal |
| Seizoen                           | Club              | Competitie        | Wed.       | Dlp.       | Wed.  | Dlp.  | Wed.           | Dlp.           | Wed.   | Dlp.   | Wed.   | Dlp.   |
| --------------------------------- | ----------------- | ----------------- | ---------- | ---------- | ----- | ----- | -------------- | -------------- | ------ | ------ | ------ | ------ |
| 2008/09                           | FC Volendam       | Eredivisie        | 12         | 0          | 0     | 0     | 0              | 0              | 0      | 0      | 12     | 0      |
| 2009/10                           | Telstar           | Eerste divisie    | 30         | 3          | 0     | 0     | 0              | 0              | 0      | 0      | 30     | 3      |
| 2010/11                           | Telstar           | Eerste divisie    | 12         | 1          | 1     | 0     | 0              | 0              | 0      | 0      | 13     | 1      |
| 2011/12                           | FC Zwolle         | Eerste divisie    | 17         | 5          | 1     | 0     | 0              | 0              | 0      | 0      | 18     | 5      |
| 2012/13                           | PEC Zwolle        | Eredivisie        | 13         | 0          | 3     | 0     | 0              | 0              | 0      | 0      | 16     | 0      |
| 2013/14                           | PEC Zwolle        | Eredivisie        | 10         | 2          | 3     | 0     | 0              | 0              | 0      | 0      | 13     | 2      |
| 2014/15                           | SC Cambuur        | Eredivisie        | 23         | 0          | 4     | 2     | 0              | 0              | 0      | 0      | 27     | 2      |
| 2015/16                           | SC Cambuur        | Eredivisie        | 26         | 1          | 0     | 0     | 0              | 0              | 0      | 0      | 26     | 1      |
| 2017/18                           | SC Cambuur        | Eerste divisie    | 8          | 1          | 2     | 0     | 0              | 0              | 1      | 0      | 11     | 1      |
| 2018/19                           | De Graafschap     | Eredivisie        | 28         | 3          | 1     | 0     | 0              | 0              | 4      | 1      | 33     | 4      |
| 2019/20                           | FC Ararat-Armenia | Bardzragujn chumb | 20         | 4          | 3     | 0     | 8              | 0              | 0      | 0      | 31     | 4      |
| 2020/21                           | FC Ararat-Armenia | Bardzragujn chumb | 2          | 0          | 0     | 0     | 2              | 0              | 0      | 0      | 3      | 0      |
| Carrière totaal                   | Carrière totaal   | Carrière totaal   | 200        | 20         | 18    | 2     | 10             | 0              | 5      | 1      | 234    | 23     |
| Bijgewerkt tot en met 1 juli 2019 |                   |                   |            |            |       |       |                |                |        |        |        |        |

## Erelijst
| Nationaal               |    |         |
| Kampioen Eerste divisie | 1x | 2011/12 |
| Winnaar KNVB beker      | 1x | 2013/14 |